# 巌流島の戦い (プロレス)
巌流島の戦い（がんりゅうじまのたたかい）は、新日本プロレスが山口県下関市にある巌流島で行ったプロレスの試合。

## 1987年10月4日のアントニオ猪木対マサ斎藤戦
アントニオ猪木は当時、ブラジルで興した事業会社「アントンハイセル」の経営破たん、新日本プロレスの人気の低下、妻の倍賞美津子との離婚危機など公私とも危機を迎えていた。そうした中、歴史に残る決闘「武蔵と小次郎の戦い」が頭に浮かび、この戦いをプロレスでやることで、この危機を乗り越えたいと考えた。
対戦相手には維新軍のマサ斎藤が名乗りを上げた。折からマサも、この年の3月に行われた「INOKI闘魂LIVE PARTⅡ」での一騎討ち以降、幾度も猪木と当たる機会はあったものの、いずれも納得しかねる結果に終わったところから「（今度戦う時は）死ぬまでやろう」とまで対戦アピールをエスカレートさせていた。武蔵と小次郎の戦いに倣い巌流島を決戦の場所に定め、かつ無観客試合で、時間は無制限、ノールールで行われることになった。猪木は決闘の2日前に離婚届を提出。さらに前日には40℃の熱を出していた。試合には山本小鉄と坂口征二が立ち会った。
無観客であったため興行収入がゼロとなり、テレビ朝日からの放映権料しか収入がないため、スポンサーを募り1本10万円の広告料を取って「のぼり旗」を立てることで1,300万円の収入を得たという。しかしながら送られてきたのぼり旗は「巌流島」の文字が「厳流島」となっていたため、現地で手作業で直したという。

### 試合結果
「夜明けとともに試合開始」であったが、猪木は14時31分に、マサは16時に島に到着。16時30分、山本小鉄が試合開始の合図を送ったが猪木はまるで武蔵のようになかなか姿を現さず、30分後、マサに向かって歩み寄ってきた。
試合は一進一退の攻防が続き、18時になった時、照明代わりにコーナーポストにかがり火が立てられた。試合が2時間経過すると、両者ともフラフラとなったが猪木はマサの背後から裸絞めを決め、2時間5分14秒、猪木のTKO勝利となった。絞め落とされたマサは、担架で運ばれた。

### 備考
当時フロントだった上井文彦によると、そもそもの発案者は藤波辰爾であったという。同年4月、下関市での興行の合間に関係者で火の山公園を訪れ、展望台から巌流島を見た藤波が「あそこで俺と長州がやったらおもしろい」と提案。その後、7月にテレビ朝日から特番の企画案の要求があり、巌流島のアイデアを伝えたところ、採用されたものの猪木が名乗りを挙げ、テレビ朝日も同調し猪木対マサの対決となった。なお、藤波と長州の対決は翌日の後楽園ホール大会のメインイベントとして特番にて生中継された。
試合は無観客で行われたが、熱狂的な猪木ファンが船を手配して巌流島に乗り込んでいた。試合開始までにあらかた追い出され、諦めきれないファンは近くの彦島の高台から双眼鏡で観戦したが、一部のファンは隠れながらも島にとどまり対決を見届けたという。
テレビ朝日からは勝利者賞として賞金の提供が打診されたが、猪木・マサともにこれを断った。一方、下関市からは和菓子の巌流焼が勝者（猪木）に365個、敗者（マサ）には90個進呈され、これは双方受け取った。
2018年7月14日にマサが死去した際、猪木は「巌流島での2人だけの決闘は忘れることが出来ません」と振り返った。

## 1991年12月18日の馳浩対タイガー・ジェット・シン戦
1992年正月興行の東京ドーム大会において、アントニオ猪木対タイガー・ジェット・シンのカードが実現しつつあった。永遠のライバルとも称された両者の直接対決がおよそ10年ぶりに実現とあってオールドファンの間では話題になったが、当時両者は47歳を超え、既に第一線からは離れていた。同じ頃、馳浩もプロデビュー数年で人気、実力とも頭角を現し、若手レスラーの成長株であった。なお、馳は猪木に「一線を退いた者同士ではなく、現役バリバリの俺（馳）と戦ってほしい」とアピールした。
そこで新日本プロレスは「猪木との対戦権を賭け、巌流島で決着をつけよ」とし、1991年12月18日に再び無観客試合・時間無制限・ノールールの決戦が実現した。試合の立会人はマサが務めた。

### 試合結果
馳が先にリングインするも、シンは自陣営の仮設テントから中々姿を見せない。時折テントから出ては遠巻きに馳を挑発したり、「まだ試合は始まらない」とでも言いたげにスクワットをしたり、リングに背を向けて海に向かって祈りを捧げたりとシンは遅延行為で馳を焦らす作戦に出る。この間、馳はトップロープを全て外し、「今日はいつものプロレスと違う！」ことをアピールする。やがてシンはテントに火を放ち、燃え盛る炎の中から現れてようやくリングインする。
序盤はリング内での攻防が主であったが、中盤から荒れた展開となる。先にシンがリング外で凶器攻撃を仕掛け、馳も大流血に見舞われ一時は半失神まで追い込まれていった。シンはこれをKO勝ちと判断し、早々と自陣営に引き上げようとしたが馳は息を吹き返し、シンの背後から凶器で襲い形勢を逆転する。その後も血みどろの死闘は続いたが、終盤に両者とも再度リングイン。1時間11分24秒、馳が裏投げからのKOでシンに勝利した。

## 後日談
- 2001年に新日本プロレスより公式フィギュア「巌流島の決戦」が発売された。猪木とマサのフィギュアのほか、かがり火がひとつ同梱。
- 2012年5月5日、初代タイガーマスクがレジェンド・ザ・プロレスリングの大会を巌流島にて開催した[4][7][11]。武蔵・小次郎決闘400年記念のチャリティーや地域活性化を兼ねたイベントとして有観客で行われ、メインイベントでは藤波&ヒロ斎藤vs長州&大谷晋二郎のタッグマッチを実施。藤波のアイデアが25年越しに現実のものとなった。